# Jon Schillaci
Jon Savarino Schillaci (nacido el 14 de diciembre de 1971) es un violador y ex fugitivo estadounidense que fue agregado a la lista de los diez fugitivos más buscados del FBI el 7 de septiembre de 2007. Schillaci es el fugitivo número 488 en ser incluido en la lista. Fue capturado el 5 de junio de 2008 en San José de Gracia, Michoacán, México, después de casi nueve años de fuga. El 22 de diciembre de 2009, Schillaci fue sentenciado a entre 20 y 50 años de prisión. Está encarcelado en el Centro Correccional del Norte de New Hampshire y será elegible para libertad condicional en diciembre de 2039.

## Primeros años
Schillaci nació en Oklahoma en 1971 y fue dado en adopción cuando era un bebé. La mayor parte de su infancia, que ha sido descrita como "turbulenta", la pasó en Texas. Durante su primera condena en prisión, Schillaci dijo a los funcionarios que un familiar había abusado de él cuando era niño. Antes de su arresto en 1989, frecuentaba el área de Neartown en Houston. A la edad de 17 años, Schillaci practicaba el travestismo. Schillaci tiene formación académica en ciencias del comportamiento, informática, redacción, filosofía, religión y política. También ha sido descrito como un experto en informática, un pianista consumado y un guitarrista adecuado. Asistió, pero no se graduó, de Clements High School en Sugar Land, Texas.

## Crímenes de 1989
En 1989, Schillaci, que entonces tenía 17 años, y un hombre de 20 fueron acusados de abusar sexualmente de dos hermanos gemelos de 11 años. Schillaci y su amigo se hicieron amigos de los hermanos, que vivían en un apartamento con su madre soltera. Llevaron a los niños a cenar y a ver proyecciones de The Rocky Horror Picture Show varias veces.
Más tarde, invitaron a los niños a la casa de Schillaci, les mostraron una película de pornografía infantil y luego grabaron en video a los niños practicando actos sexuales entre ellos. Después de filmarlos, Schillaci participó en actos sexuales con ambos niños. Fue arrestado días después, el 29 de enero de 1989, cuando intentó vender el video a una librería para adultos por 500 dólares. Se declaró culpable de dos cargos de sexo realizado por un niño y cuatro cargos de agresión sexual agravada y fue declarado culpable el 26 de abril de 1990 y sentenciado a 10 años de prisión.

## Encarcelamiento en Texas
Schillaci, que ya hablaba español con fluidez, estudió francés y alemán en prisión. Completó una licenciatura y dos maestrías en humanidades y literatura de la Universidad de Houston.
Schillaci también escribió poesía y envió sus poemas a una revista literaria de New Hampshire ahora desaparecida llamada The Fishwrapper, una publicación casi clandestina dirigida por estudiantes en la Universidad de New Hampshire. Schillaci ganó el primer premio de poesía con su poema Americans en el concurso de escritura para prisioneros del PEN American Center en 1998. Una familia de Deerfield, Nueva Hampshire, tenía una conexión con The Fishwrapper y comenzaron a mantener correspondencia con Schillaci mediante cartas. Desarrollaron una relación de amigo por correspondencia, que duró durante todo su encarcelamiento, más de siete años.
Le dijo a la familia que estaba rehabilitado y que deseaba un nuevo comienzo. Escribió elocuentemente sobre cómo estudiaba en prisión y se refirió a los crímenes que había cometido como "errores de su juventud". La familia creía que Schillaci era sincero y quería darle un lugar donde quedarse después de su liberación. Otra razón de la confianza de la familia fue que Schillaci había sido aceptado para realizar un doctorado programa en la Universidad Tufts.

## Liberación y mudanza a Nueva Hampshire
Después de que Schillaci fuera liberado de la prisión de Rosharon el 30 de julio de 1999, se registró como delincuente sexual y se mudó a la casa de la familia Deerfield a principios de agosto para comenzar una nueva vida en Nueva Hampshire.
Schillaci trabajaba en el Music Mart and Art Center de Ted Herbert en Mánchester. Era vendedor en la tienda donde cientos de niños tomaban lecciones de música. También trabajó como operador de computadoras. Estaba estudiando en una universidad cercana y luego se matriculó en la Universidad Tufts en Medford, Massachusetts, donde estudió filosofía como estudiante sin título en un programa especial para estudiantes de posgrado durante seis semanas, hasta que huyó de los cargos de delitos sexuales.

### Cargos de delitos sexuales
A finales de octubre de 1999, cuando Schillaci regresaba de la Universidad de Tufts, el hijo de cinco años de la pareja informó a sus padres que tenían "un secreto": Schillaci había abusado sexualmente de él durante las lecciones de piano. La familia alertó a las autoridades y la policía entregó a Schillaci una orden de restricción. Schillaci se presentó a trabajar al día siguiente y por la tarde huyó y dejó su computadora y su automóvil cerca de una estación de autobuses. Le dio las llaves de su auto a un compañero de trabajo y le dijo que se deshiciera de su camión y su contenido.
Después de hablar con el niño, los funcionarios pudieron determinar que Schillaci le había mostrado pornografía infantil y abusó sexualmente de él entre tres y siete veces durante su período de siete semanas en Deerfield. Como resultado, Schillaci fue acusado de agresión sexual el 4 de noviembre de 1999, y un mes después se emitió una orden de arresto contra él por no comparecer ante el tribunal. La oficina local del FBI en Boston también emitió una orden de arresto. En septiembre de 2000, Schillaci también fue acusado de 23 cargos de posesión de pornografía infantil, cuando se encontraron aproximadamente 300 imágenes de pornografía infantil en la computadora de la familia que usaba. Según las autoridades, esas imágenes contenían "todo tipo de acto sexual imaginable".

## Fugitivo
Schillaci fue vista subiendo a un autobús de Greyhound Lines y dirigiéndose a California. Schillaci cruzó ilegalmente la frontera entre México y Estados Unidos y permaneció en México hasta que fue capturado y deportado, aunque viajó dentro del país.
Schillaci fue visto en Rosarito, Baja California, México, en marzo de 2000. Antes de que pudieran llegar los alguaciles estadounidenses, Schillaci había huido, dejando atrás acusaciones de relaciones sexuales inapropiadas con niños en la ciudad. Se creía que estaba trabajando en el consultorio de un pediatra en 2000. En ese momento, Schillaci había utilizado varios alias, incluidos Jon Willis, Christopher Keegan y Cody Keegan.
Schillaci ganó seguidores en línea en la comunidad clandestina de pedófilos y fue descrito como un capo en el mundo de la pornografía infantil. Sus redes lo ayudaron a evitar la captura en dos ocasiones y le brindaron apoyo financiero donando dinero a su cuenta PayPal. Utilizando el alias Dylan Thomas (en honor al poeta galés), trabajó como DJ para un programa de radio por Internet, The Dylan Thomas Show y se convirtió en webmaster de BoyChat en 2003. BoyChat es un foro de Internet para "boylovers", personas que discuten su atracción sexual por los niños jóvenes.
Schillaci vivía en Guadalajara, Jalisco desde aproximadamente febrero de 2003 hasta septiembre de 2006 bajo el alias Dylan Natchitoches Pierce. Erick Anderson Lowell también era uno de sus alias.
En 2004, Gregory Alec Phillips, un delincuente sexual convicto de Tennessee, voló de Tailandia a México para encontrarse con un hombre al que conocía como Dylan Thomas. Phillips vivió con él durante aproximadamente 30 días. Aunque Phillips afirmó más tarde que nunca presenció ninguna interacción sexual, afirmó que "Thomas" tenía relaciones sexuales con niños pequeños porque "había niños pequeños entrando y saliendo de allí todo el tiempo". Después de su regreso a los Estados Unidos, "Thomas" le había pedido a Phillips que verificara el estado de las órdenes judiciales pendientes del propio "Thomas".
En 2005, como parte de una historia filmada durante el juicio People v. Jackson, Dylan Thomas, portavoz de la comunidad pedófila, fue entrevistado por el corresponsal de NBC News, Josh Mankiewicz, en una playa mexicana. Los productores habían acordado no revelar su rostro ni su nombre. La entrevista nunca salió al aire.
Schillaci apareció en el programa de televisión America's Most Wanted y fue agregado a la lista de los diez fugitivos más buscados del FBI el 7 de septiembre de 2007. Reemplazó a otro depredador sexual, Richard Goldberg, que fue capturado el 12 de mayo de 2007. Schillaci es el primer fugitivo de New Hampshire añadido a la lista. El FBI ofreció una recompensa de hasta 100.000 dólares por información que condujera a la captura de Schillaci y consideró a Schillaci extremadamente peligroso.

## Investigación y captura
En 2007, las actividades de Schillaci bajo el alias "Dylan Thomas" llamaron la atención de los voluntarios de Wikisposure, posterior de Evil Unveiled, un proyecto de Perverted-Justice, que crea bases de datos sobre activistas pedófilos, quienes comenzaron a investigar y monitorear sus actividades como "Thomas" en Internet.[15] Los miembros de Wikisposure encontraron un perfil que Thomas había publicado en su sitio web en 2003. En él, hablaba de tocar el piano para atraer el interés de los niños. Se descubrió una ruta de perfiles similares en Internet. Cada perfil tenía un nombre de usuario o alias diferente, pero tenía algo en común. En un sitio web de ingeniería se descubrió el perfil de "Christopher D. Ahrens" al que se adjuntaba una pequeña fotografía. Una persona en la fotografía se parecía exactamente a Jon Schillaci. La evidencia indicó que los perfiles en línea de Dylan Thomas, Christopher Ahrens, entre otros, fueron creados por Schillaci. Después de que Wikisposure dio la información al FBI, las autoridades pudieron rastrear la ubicación de la computadora utilizada por Schillaci. El FBI no quiso comentar sobre el papel de Wikisposure, citando su política de no comentar quién proporciona información.
Después de estar prófugo durante ocho años, Schillaci fue arrestado en el pueblo de San José de Gracia, Michoacán, el 5 de junio de 2008, sin incidentes. Cuando el FBI y las autoridades mexicanas se acercaron, confirmó su identidad. Vivía en lo que se describió como una choza descuidada. Schillaci no enfrentó ningún cargo de pornografía infantil en México, aunque las autoridades mexicanas aún podrían presentar cargos contra él.
Schillaci fue detenido brevemente por México y extraditado a Estados Unidos al día siguiente. Schillaci fue transportado a Morelia, México donde abordó Mexicana de Aviación hacia Estados Unidos. Schillaci y su escolta del FBI aterrizaron en el Aeropuerto Internacional O'Hare de Chicago. Luego lo trasladaron a un avión del FBI y lo llevaron en avión al Aeropuerto Internacional Pease en Portsmouth, Nuevo Hampshire. Luego fue llevado al juzgado del condado de Rockingham para ser procesado por sus cargos.

## Juicio y encarcelamiento
En el tribunal del condado, la jueza Tina Nadeau ordenó la detención de Schillaci sin derecho a fianza y se declaró inocente en su nombre hasta que consiguiera un abogado. Solicitó un defensor público. Schillaci esperó su juicio en la cárcel del condado de Rockingham y se enfrentaba a cadena perpetua debido a sus condenas anteriores. Su juicio estaba previsto para principios de 2010.
Schillaci decidió declararse culpable después de que los fiscales informaran a un juez que solicitarían una sentencia mejorada contra Schillaci que podría mantenerlo en prisión por el resto de su vida.
El 22 de diciembre de 2009, Jon Schillaci fue sentenciado a entre 20 y 50 años de prisión estatal después de declararse culpable de un cargo de agresión sexual grave agravada y 23 cargos de posesión de pornografía infantil. Según los fiscales, acordaron llegar a un acuerdo de culpabilidad porque la víctima de Schillaci (que ahora tiene 15 años) no estaba dispuesta a testificar y quería mantener su anonimato. Después de que Schillaci fue detenido, su computadora, que tenía montones de pornografía infantil en su disco duro, llevó al FBI a una amplia investigación para buscar víctimas infantiles en los Estados Unidos. Como parte de su acuerdo de culpabilidad, Schillaci cooperó con las autoridades federales ofreciendo dar el nombre de una persona. La información ha llevado a la acusación federal de la persona en cuestión y al rescate de un niño abusado sexualmente.
Schillaci fue encarcelado en la prisión estatal para hombres de New Hampshire, pero fue trasladado al centro correccional del norte de New Hampshire. Será elegible para la libertad condicional en diciembre de 2039. Para ser considerado para la libertad condicional, tendría que someterse a una serie de tratamientos para delincuentes sexuales y otros programas requeridos. Si Schillaci alguna vez es liberado, también estará en libertad condicional de por vida y tendrá que registrarse como delincuente sexual de por vida.